# Unai Uribarri
Unai Uribarri Artabe (Mañaria, Vizcaya, 28 de febrero de 1984) es un ciclista español.
Debutó como profesional en 2006 con el equipo Euskaltel-Euskadi.

## Equipos
- Euskaltel-Euskadi (2006-2007)
- Orbea-Oreka SDA (2008)